# Gaura macrocarpa
Gaura macrocarpa là một loài thực vật có hoa trong họ Anh thảo chiều. Loài này được Rothr. mô tả khoa học đầu tiên năm 1865.